# Vital Mösl
Vital Mösl (auch Vitalis Moesl; * 19. November 1735 in Salzburg; † 2. November 1809 ebenda) war ein österreichischer Philosoph und Benediktiner.

## Leben
Mösl wuchs in Salzburg auf und trat dort 1753 als Novize in das Benediktinerstift St. Peter ein. 1754 legte er das Ordensgelübde ab. Nach dem Studium der Theologie erhielt er 1758 die Priesterweihe. Er kam als Lehrer der Anfangsgründe und der Grammatik an die Philosophische Fakultät der Salzburger Hochschule, an der er 1762 die Stelle als Professor der theoretischen Philosophie erhielt. 1764 wurde er akademischer Prediger an der Kollegienkirche.
Mösl musste sich 1766 aus gesundheitlichen Gründen von der Hochschule in Salzburg zurückziehen. Er lebte abwechselnd in Maria Plain und im Stift St. Peter in Salzburg, in dem er starb. Er beschäftigte sich als Stiftsarchivar, Schriftsteller und Übersetzer. So übersetzte er beispielsweise die Reden des heiligen Franz von Sales, die er 1777 in vier Bänden herausbrachte, ferner Mangin’s Sonntags-, Fest- und Christenlehrpredigten, die er in mehreren Bänden 1785 herausbrachte, oder 1752 ein Medizinlexikon aus dem Französischen.

## Werke (Auswahl)
- Ueber die Ursache periodisch fließender Quellen und die Verbesserung moosiger Gründe, Preisschrift 1764, von der Bayerischen Akademie der Wissenschaften ausgezeichnet.
- Epitome historiae philosophicae Salisburgensis. Periodus I., Mayr, Salzburg 1765.
- Geistliche Reden von der heutigen Lauigkeit und dem heiligen Geheimnisse des Altars, Salzburg 1770.
- Geistliche Reden auf die Festtage des Jahres, 2 Bände, Mayr, Salzburg 1774.
- Betrachtungen über die Regel des heiligen Vaters Benedicti, Wolff, Augsburg 1776.